# Mycomya cinerascens
Mycomya cinerascens är en tvåvingeart som först beskrevs av Macquart 1826.  Mycomya cinerascens ingår i släktet Mycomya och familjen svampmyggor.
Artens utbredningsområde är Frankrike. Arten är reproducerande i Sverige. Inga underarter finns listade i Catalogue of Life.